# 英屬印度洋領地旗幟
英属印度洋领地旗帜与其他英国属地和殖民地相似，旗帜上方靠近旗杆一侧有米字旗，象征着英国的领地。蓝色与白色波浪状条纹象征印度洋，共计蓝色条纹6条。棕榈树象征热带植物（英属印度洋领地位于热带地区），王冠象征皇室。
此外，此旗与加拿大不列颠哥伦比亚省省旗相像。

## 其他图片

1990年使用的旗帜
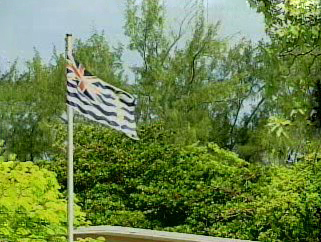
在迪戈加西亚岛上飘扬的英属印度洋领地旗帜
被英國強行驅逐後流亡的查戈斯群岛原住民旗帜：橘色象徵人民被驅逐的黃昏時候，黑色象徵流亡異鄉的黑暗日子，藍色象徵查戈斯群島上的潟湖，和下一代的未來。[2]
与英属印度洋领地旗帜相像的加拿大不列颠哥伦比亚省省旗